# Niżnij Syp
Niżnij Syp (ros. Нижний Сып) – wieś (sieło) w Rosji, w Kraju Permskim, w rejonie uińskim. W 2010 liczyła 463 mieszkańców, głównie Tatarów.